# 寺西優真
寺西優真（てらにし ゆうま、1994年1月3日 - ）は、日本のシンガーソングライター、俳優、漫画家。HumanPictures所属。レーベルはワーナーミュージック・ジャパンを経て徳間ジャパンコミュニケーションズ。
2018年2月21日、日本武道館にて「ムスカリ」でアーティストデビュー。デビュー以来、ヒットメーカーから楽曲提供を受けてきたが、2024年からは自身で作詞、作曲、編曲を行っている。
俳優活動では第16回モナコ国際映画祭で最優秀主演男優賞を受賞（『TOKYO24』）。

## 来歴
2017年に開催された東京ボーイズコレクションのオーディションで、18,564名の応募者の中から第3位に選ばれる。
作曲家で音楽プロデューサーの大河内航太が、寺西優真のために書き下ろした「ムスカリ」で2018年2月21日、日本武道館でアーティストデビューを飾る。この曲は、映画「17歳のシンデレラ」の主題歌に起用され、同年2月にイオンシネマ板橋で完成披露舞台挨拶が開催され、同年6月、レコチョク総合ランキングチャート3位を記録した。「ムスカリ」は花の名前で「報われない愛」と言う花言葉があり、大河内が「優真の声には何とも言えない哀愁が漂い、新しいジャンルのバラードが歌えるアジアのアーティストになるだろう」として作曲した。
2018年4月より9月まで、「駒田徳広のミュージックブルペン」内でレギュラーコーナー番組「寺西優真のムスカリ」を全国15局ネット（IBC岩手放送、秋田放送、東北放送、山形放送、ラジオ福島、栃木放送、山梨放送、信越放送、新潟放送、福井放送、静岡放送、山陽放送、山陰放送、山口放送、熊本放送）で放送。
2018年12月、主演映画『TOKYO24』が第16回モナコ国際映画祭のコンペティション部門正式招待作品に選出され、最優秀主演男優賞を受賞。
2019年1月、「TOKYO24」のスピンオフ映画『Revive by TOKYO24』に山本裕典、KARAのギュリと主演することが発表された。
2019年2月、セカンドシングル「可惜夜～ATARAYO～」が先行デジタル配信された。
2020年8月5日、日本コロムビアより、メジャーデビューシングル「REASON」をリリース。国内ダウンロードで初登場総合ランキング2位を記録。週間ランキング総合11位を記録。この曲は、主演する連続テレビドラマ『彼が僕に恋した理由』の主題歌で、作詞に初挑戦した。
2020年8月9日、TOKYO MXで放送の連続テレビドラマ『彼が僕に恋した理由』SEASON1で主演。
2021年4月9日、TOKYO MXで放送の連続テレビドラマ『彼が僕に恋した理由』SEASON2で主演。主題歌の「オレンジ」は、国内ダウンロードで初登場総合ランキング1位を記録。
2023年4月21日、早乙女アキラ役で主演した映画「占いゲーム」が全国公開され、主題歌「嘘と地図」をリリース。2024年5月3日にHulu、AmazonPrimeVideo、U-NEXT、FODなどでも配信。
2023年7月、自身が描いた漫画が、BSフジで「アイドルだった俺が、配達員になった。」としてドラマ化され、主人公・神田涼役で出演。
2023年8月、ワーナーミュージック・ジャパンに移籍を表明。9月17日に移籍第一弾シングル『君を愛するだけ』をリリース。
2023年12月21日、ワーナーミュージック・ジャパンから初編曲「どうにもとまらない2024」をリリース。山本リンダとデュエット。この曲は、剣木善治役で主演したBSフジ連続テレビドラマ『～if～警視庁捜査一課 剣木善治』のオープニングテーマとなる。
2024年3月11日、自身が作詞・作曲・編曲・歌、そして、セルフプロデュースする「ヒマワリ」をリリース。関西テレビ「ちゃちゃ入れマンデー」、BSよしもと「ブラマヨ小杉の走れ！こすっちょ」「亜生とナダルがゆる～く釣り旅やっちゃってる」「ジュニア、伺う」「空気階段の●山」の計5番組の2024年4月度エンディングテーマ曲として採用された。また、初登場オリコンデイリーシングルランキング総合第7位(3月11日付)、4月19日付ではオリコンデイリーシングルランキング総合第1位、週間ランキング総合第12位(4月29日付)を記録するヒットとなった。2024年6月19日には、ニュー・ジャケットにて徳間ジャパンコミュニケーションズより再配信された。
2024年7月8日、自身が作詞・作曲・編曲・歌を担当した「ひかル」を徳間ジャパンコミュニケーションズ移籍第1弾でリリース。BSフジ連続テレビドラマ『東京ヌードル』の主題歌となる。また、初登場オリコンデイリーシングルランキング総合第2位(7月8日付)、週間ランキング総合第14位(7月22日付)を記録した。

## 人物
- 身長183cm。趣味はサッカー、サーフィン。
- 漫画家として「東京ヌードル」「アイドルだった俺が、配達員になった。」の作品をリリースしている。

## 出演

### テレビドラマ
- 彼が僕に恋した理由（2020年8月9日 - 8月30日、TOKYO MX） - 主演・氷川徹 役[4]
  - 彼が僕に恋した理由 年末スペシャル　(2020年12月28日）
  - 彼が僕に恋した理由 SEASON 2（2021年4月9日 - 6月11日）
- 寺西一浩ドラマ〜人生いろいろ〜（2021年7月9日 - 9月24日、TOKYO MX） - 主演・岸田龍太郎 役
- 月曜プレミア8 再雇用警察官4（2022年7月4日、テレビ東京） - 川島尊 役
- アイドルだった俺が、配達員になった。(2023年7月‐、BSフジ、TVer、FOD)‐ 主演・神田涼 役
- ～if～警視庁捜査一課 剣木善治(2024年1月‐、BSフジ)‐ 主演・剣木善治 役
- 東京ヌードル（2024年7月14日 - 、BSフジ） - 主演・坂本流 役[5]

### その他テレビ番組
- カラオケ大賞（2019年4月8日、チバテレビ） - ゲスト出演
- 5時に夢中！(2021年3月26日、TOKYO MX) -ゲスト出演
- 寺西優真のMUSIC JUMP(2021年12月31日、TOKYO MX) -総合司会
- 寺西優真のMUSIC JUMP(2022年6月26日、TOKYO MX) -総合司会
- 寺西優真のMUSIC JUMP(2024年4月18日、YouTube第1回配信) -総合司会
- 寺西優真のMUSIC JUMP(2024年4月20日、YouTube第2回配信) -総合司会

### 映画
- 17歳のシンデレラ（2019年7月12日公開、アルミード） - 主演・ハルキ 役　※モナコ国際映画祭最優秀脚本賞
- TOKYO24（2019年10月26日公開、アルミード） - 主演・青島幸一/東條剛 役　※モナコ国際映画祭最優秀主演男優賞
- Revive by TOKYO24（2020年） - 主演・東條剛 役　※モナコ国際映画祭最優秀脚本賞
- 寺西一浩ドラマ〜人生いろいろ〜（2022年公開） - 主演・岸田龍太郎 役[6]
- SPELL～呪われたら、終わり～霊能者・馬飼野俊平の事件簿シリーズ（2023年公開） - 主演[7]
- 占いゲーム（2023年4月21日公開） - 主演・早乙女アキラ 役[8]
- SPELL～呪われたら、終わり～(2023年10月27日公開) - 主演・馬飼野俊平 役
- SPELL～呪いは、終わらない～(2023年11月10日公開) - 主演・馬飼野俊平 役

### イベント
- 一般社団法人日本歌手協会主催 第23回紅白歌合戦 - ゲスト出演
- 一般社団法人日本歌手協会主催 第45回歌謡祭 - ゲスト出演 (2018年新人賞受賞)
- 寺西優真ライブ2021 (2021年3月6日、Billboard LIVE横浜)
- 寺西優真歌手デビュー5周年ライブ　(2023年3月31日、コットンクラブ)

## ディスコグラフィー

### シングル
|        | リリース | タイトル           | 備考     | 規格   | 生産番号   | c/w                                                      |        |
| 2018年 | 2018年   | 2018年             | 2018年   | 2018年 | 2018年     | 2018年                                                   | 2018年 |
| ------ | -------- | ------------------ | -------- | ------ | ---------- | -------------------------------------------------------- | ------ |
| 1st    | 2月21日  | ムスカリ           |          | CD     | TBC101     | 君がいたから ムスカリ (カラオケ) 君がいたから (カラオケ) |        |
| 2019年 |          |                    |          |        |            |                                                          |        |
| 2nd    | 3月22日  | 可惜夜 ～ATARAYO～ | 配信限定 |        |            |                                                          |        |
| 2020年 |          |                    |          |        |            |                                                          |        |
|        | 8月5日   | REASON             | 配信限定 |        | COKM-42915 |                                                          |        |
| 2021年 |          |                    |          |        |            |                                                          |        |
|        | 4月7日   | オレンジ           | 配信限定 |        | COKM-43184 |                                                          |        |
|        | 5月19日  | 君のこえ           | 配信限定 |        | COKM-43185 |                                                          |        |
|        | 7月7日   | 嘘と地図           | 配信限定 |        | COKM-43186 |                                                          |        |

## タイアップ一覧
| 曲名     | タイアップ | 収録作品             |
| ムスカリ | ◆映画「17歳のシンデレラ」主題歌                                                                                              | シングル「ムスカリ」 |
| REASON   | ◆ドラマ「彼が僕に恋した理由」主題歌 ◆文化放送2020年8月度プラスチューン ◆朝日放送「相席食堂」2020年8・9月度エンディングテーマ |                      |
| オレンジ | ◆ドラマ「彼が僕に恋した理由 SEASON 2」主題歌 ◆関西テレビ「ちゃちゃ入れマンデー」2021年5月度エンディングテーマ                |                      |
| 君のこえ | ◆ドラマ「人生いろいろ」主題歌                                                                                                |                      |
| 嘘と地図 | ◆文化放送2021年7月度プラスチューン                                                                                           |                      |